# Olturumet
Olturumet (auch Oltrumet) ist ein Verwaltungsbezirk (Ward) des Distrikts Arusha DC in der tansanischen Region Arusha.

## Geografie
Olturumet liegt im Norden von Tansania, nordwestlich von Arusha, zwischen der Stadt und dem Monduli Mountain. Der Bezirk hat eine Fläche von 32 Quadratkilometern. Bei der Volkszählung 2022 lebten hier 13.869 Menschen in 3457 Haushalten.

## Gliederung
Der Bezirk besteht aus drei Orten (Kitongoji):
- Ekenywa
- Seuri
- Ilkuishini

## Wirtschaft und Infrastruktur
- Gesundheit: Im Bezirk liegen zwei Apotheken, eine öffentliche[7] und eine private,[8] beide im Ort Ekenywa.
- Bildung: Die Olturumet Secondary School ist eine öffentliche Schule für Burschen und Mädchen mit einer Ausbildung bis zur 4. Stufe.[9]
- Verkehr: Durch den Bezirk verläuft die asphaltierte Nationalstraße T2, die Arusha im Südosten mit Kenia im Norden verbindet.[10]